# Erie (Volk)

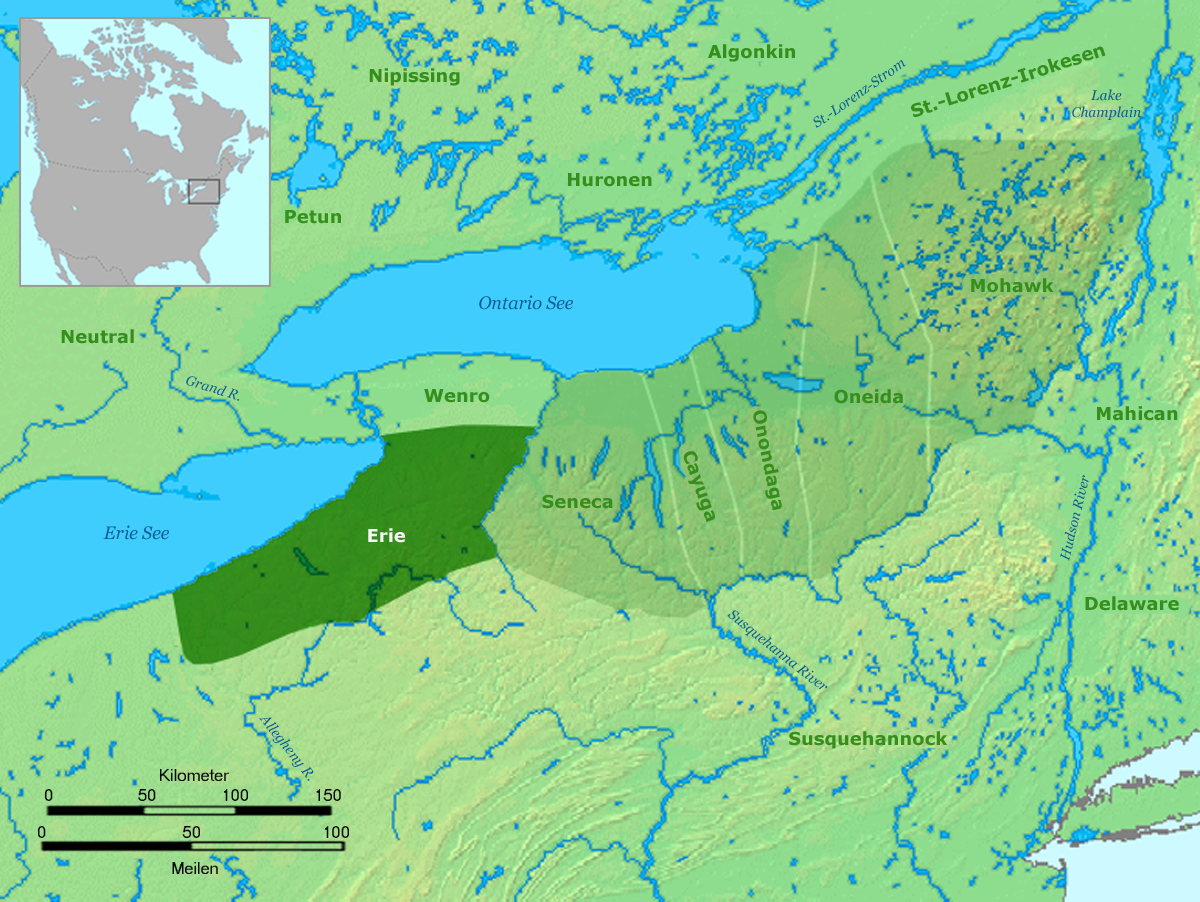
Traditionelles Wohngebiet der Erie und benachbarter Stämme um 1630.

Die Erie oder Eriehonon waren eine Gruppe nordamerikanischer Indianerstämme, die der irokesischen Sprachfamilie angehörten. Sie bewohnten um 1630 ein Gebiet an der Südküste des Eriesees, das sich zwischen den heutigen Städten Buffalo im US-Bundesstaat New York und Cleveland in Ohio, sowie südlich bis in die Gegend von Pittsburgh in Pennsylvania erstreckte. Aufgrund der frühen Vernichtung der Volksgruppe und fehlender Kontakte mit Europäern gibt es fast keine Aufzeichnungen. Das Wissen über dieses Volk ist demzufolge äußerst lückenhaft. Um 1680 verloren die Erie ihre Identität als separate Stammesgruppe.

## Name
Ihr Name wird als Kurzform des irokesischen Wortes Ee-ree-a-gee oder auch Eriehonon ausgelegt, das „langer Schwanz“ bedeutet. Sie fertigten Decken aus Waschbärfellen, die von den Schwänzen der Tiere gesäumt waren, daher der Name. Die Franzosen brachten das Wort fälschlicherweise mit dem Puma in Verbindung. Deswegen wurden sie von den Franzosen Nation du Chat (dt. Volk der Katze) genannt.
Eine zweite Version lautet, dass es sich hier nicht um einen Übersetzungsfehler der Franzosen handelt. Diese bezeichneten den Waschbären als chat sauvage (dt. „Wildkatze“), so dass eine Assoziation zum Puma höchst unwahrscheinlich ist.

## Demografie
Bevölkerungszahlen der Erie sind weitgehend unbekannt. Es gab offenbar nur einen Kontakt zwischen Franzosen und Erie, bei dem jedoch weder über die Zahl der Dörfer noch über die Ausdehnung des Stammesgebiets oder die Population berichtet wurde. Die Schätzungen von Bevölkerungszahlen bewegen sich zwischen 4000 und 15.000 Stammesangehörigen. Die Widerstandskraft der Erie gegenüber der Irokesenliga lässt auf eine Zahl nicht unter 10.000 schließen. Um 1653 gab es einen plötzlichen Bevölkerungszuwachs, wohl eine Folge der Aufnahme von geflüchteten Wyandot und Neutralen, die zu dieser Zeit heftigen Angriffen der Irokesenliga ausgesetzt waren. Ausgrabungen zufolge lagen die Dörfer der Erie vorwiegend in der Küstenebene am Eriesee sowie am Rand des Alleghany Plateaus.

## Kultur

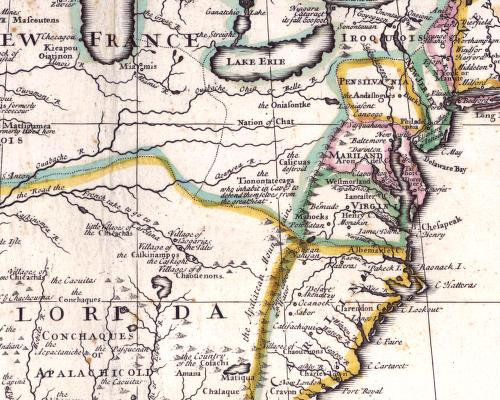
Karte des oberen Ohiotals mit dem Territorium der Nation du Chat aus dem Jahr 1710.

Archäologischen Artefakten lässt sich entnehmen, dass Materialkultur und Siedlungsmuster der Erie in vielen Details denen der Wyandot und Irokesen ähnelten. Die Wyandot und die Irokesenliga waren Konföderationen oder Allianzen, die sich aus einer Anzahl einzelner Stämme zusammensetzten. In der ersten Hälfte des 17. Jahrhunderts bestand jeder Stamm aus mehreren Hauptdörfern, die je nach Größe im Laufe der Zeit geteilt oder zusammengelegt werden konnten. Es liegt nahe, dass die Erie ebenfalls ein derartiges Siedlungsmuster besaßen. Die Erie bestanden aus einer Gruppe von Stämmen, die vermutlich eine Allianz bildeten, wobei jeder Stamm ein bis drei von Palisaden geschützte Dörfer bewohnte. Der Name der Dörfer wurde von den Franzosen und wohl auch von den Wyandot irrtümlich als Stammesname angesehen. Viel eher könnte sich der Name auf ein örtliches Merkmal beziehen, denn bei einem Umzug des Dorfes an einen anderen Ort wechselte auch dessen Bezeichnung.
Rigué war der Name eines Erie-Dorfs um 1655 und die Bewohner hießen Rigueronnon oder Riquehronnon, wie aus Berichten französischer Jesuiten hervorgeht. Der Zeitraum zwischen der ersten und letzten Erwähnung beträgt 25 Jahre und entspricht offenbar nicht der Zeitspanne, in dem das Dorf am gleichen Ort angesiedelt war. Deshalb ist anzunehmen, dass Rigué und die Riquehronnon zu dieser Zeit die einzigen bekannten Namen für ein Dorf bzw. einen Stamm waren und somit von den Franzosen neben Erie und Chat auf die gesamte Stammesgruppe angewendet wurden.
Gentaienton hieß ein Dorf der Erie, dessen Name erst 1679, also erst lange nach seiner Zerstörung um 1655 oder 1656, erwähnt wurde. Die Bewohner hießen demnach Gentaguetehronnon oder Gentagega. Ein drittes Dorf trug vermutlich den Namen Kakouagoga und wurde von den Kahkwa bewohnt.
Die Erie betrieben Landwirtschaft. Sie waren in permanente Kämpfe mit dem Bund der Irokesen verwickelt, von denen sie respektvoll als große Krieger bezeichnet wurden. Von ihnen stammt der Bericht, die Erie würden im Krieg vergiftete Pfeile verwenden. Dieses Merkmal trifft auf keinen der übrigen Stämme in Nordamerika zu und ist demzufolge mit einiger Vorsicht zu betrachten.

## Geschichte
Um 1615 traf der französische Missionar Étienne Brulé auf eine Gruppe Erie in der Nähe der Niagarafälle. Vermutlich war es der einzige Kontakt zu französischen Jesuiten, den die Erie jemals hatten. Zu dieser Zeit kämpften die Erie in einer Allianz mit den Wenro und Attiwandaronon (Neutrale) gegen die Irokesenliga. Außerdem waren einige Erie offenbar mit den Susquehannock verbündet und unterstützten diese gegen die Irokesen. Bis 1638 hatten die Erie nahezu keinen Kontakt zu europäischen Händlern und erhielten europäische Waren nur über die Susquehannock als Zwischenhändler. Die Susquehannock hingegen versuchten, allerdings vergeblich, zu verhindern, dass die Erie Zugang zu europäischen Waffen hatten. Die Erie dezimierten in der Folgezeit die Biberbestände ihres Territoriums, deren Felle sie als Handelsware benötigten, um an die Waren der Europäer zu gelangen.
Die östlichsten Erie-Siedlungen lagen vermutlich nördlich des Buffalo Rivers in der Nähe reicher Bibervorkommen an den Ufern des Niagara Rivers und des Oak Orchard Swamp, den sie mit den benachbarten Wenro teilten. Um 1638 verließen die Wenro ihr Territorium, ein zeitweilig unbewohntes Gebiet, das sich zwischen dem Neutral- und dem Seneca-Wohngebiet erstreckte. Nahezu zeitgleich errichteten die Neutral einige Dörfer auf dem verlassenen Areal östlich des Niagara Rivers. Diese Neutral-Dörfer waren offenbar der Grund, weshalb sich die Erie kurzfristig vom Niagara River in Richtung Süden und Westen zurückzogen. Sie wollten damit wahrscheinlich das Krisengebiet zwischen Seneca und Neutral verlassen.
Nach der Vernichtung der Wyandot und Neutral durch die Irokesenliga bemühten sich die Franzosen um Friedensverhandlungen mit den einzelnen Stämmen an den Großen Seen. In Aufzeichnungen der Jesuiten über diese Verhandlungen in Montreal und Québec werden die Erie als mit der Irokesenliga verwandte Stämme bezeichnet. Im Juni 1654 erfuhren die Jesuiten von den Onondaga, dass eine vereinigte Streitmacht aus Seneca, Mohawk, Onondaga und Oneida noch im gleichen Sommer einen Angriff auf die Erie plante. Es sei ein Gegenangriff, ausgelöst durch einen Überfall der Erie auf ein Seneca-Dorf sowie eine Onondaga-Gruppe, bei dem der Onondaga-Häuptling Anenraes entführt wurde. Zu dieser Zeit befanden sich zahlreiche geflüchtete Wyandot bei den Erie, die sie vermutlich zu den Attacken angestiftet hatten. Diese Ereignisse wurden 1656 von Pater Claude Dablon, der bei den Onondaga lebte, detailliert beschrieben. Ihm zufolge schickten die Erie dreißig Unterhändler zu den Seneca, um Friedensgespräche zu führen. Nachdem ein Seneca von einem Erie aus unbekanntem Grund getötet worden war, wurden fünfundzwanzig der Unterhändler als Vergeltung umgebracht, fünf von ihnen konnten fliehen. Der gefangene Häuptling Anenraes fand ebenfalls den Tod.
Die Feindseligkeiten eskalierten und im späten August 1654 drang eine große Irokesen-Streitmacht, darunter 1200 Onondaga und 700 Mohawk, in das Erie-Gebiet ein, um den Tod von Häuptling Anenraes zu rächen. Die Onondaga brannten zahlreiche Dörfer der Erie nieder und verfolgten fliehende Bewohner. Schließlich erreichten die Erie ein hölzernes Fort, das sie als Fluchtburg erbaut hatten. Hier sammelten sie sich und leisteten Widerstand, bis ihnen die Munition ausging. Danach wurden sie von den Angreifern überwältigt und entweder getötet oder gefangen genommen. Die siegreichen Krieger der Irokesenliga blieben zwei Monate im Erie-Land, begruben ihre Toten und kehrten vor Wintereinbruch mit den Gefangenen und mit Beute beladen zurück in ihre Heimatdörfer.
Die Onondaga fürchteten Vergeltungsmaßnahmen anderer Eriestämme und baten um französische Waffenlieferungen und Truppen. Nach französischen Darstellungen waren die Erie im Winter 1655–56 noch immer ein gefährlicher Gegner. Die Lage muss sich offenbar erst im Verlauf des Jahres 1656 geändert haben, obwohl es keinen Bericht über ein größeres Gefecht gibt. Spätere Informationen kamen von versprengten Gruppen der Erie, so zum Beispiel von rund 600 Männern, Frauen und Kindern, die sich den Irokesen im Süden in der Nähe von Virginia ergaben. Zahlreiche Erie gerieten an verschiedenen anderen Orten in irokesische Gefangenschaft. In den Senecadörfern westlich des Genesee Rivers befanden sich Ende der 1650er Jahre viele eriestämmige Bewohner. Die Mingo könnten mindestens zum Teil aus Nachkommen der Erie bestanden haben. In der zweiten Hälfte des siebzehnten Jahrhunderts nahm diese Gruppe zahlreiche versprengte Indianer im Tal des Alleghany Rivers auf. Um 1680 verloren die Erie endgültig ihre Identität als separate Stammesgruppe. Ihr Name lebt in der Bezeichnung des Eriesees, des Eriekanals und verschiedener Orte in den Vereinigten Staaten weiter.